# Berger Weiher

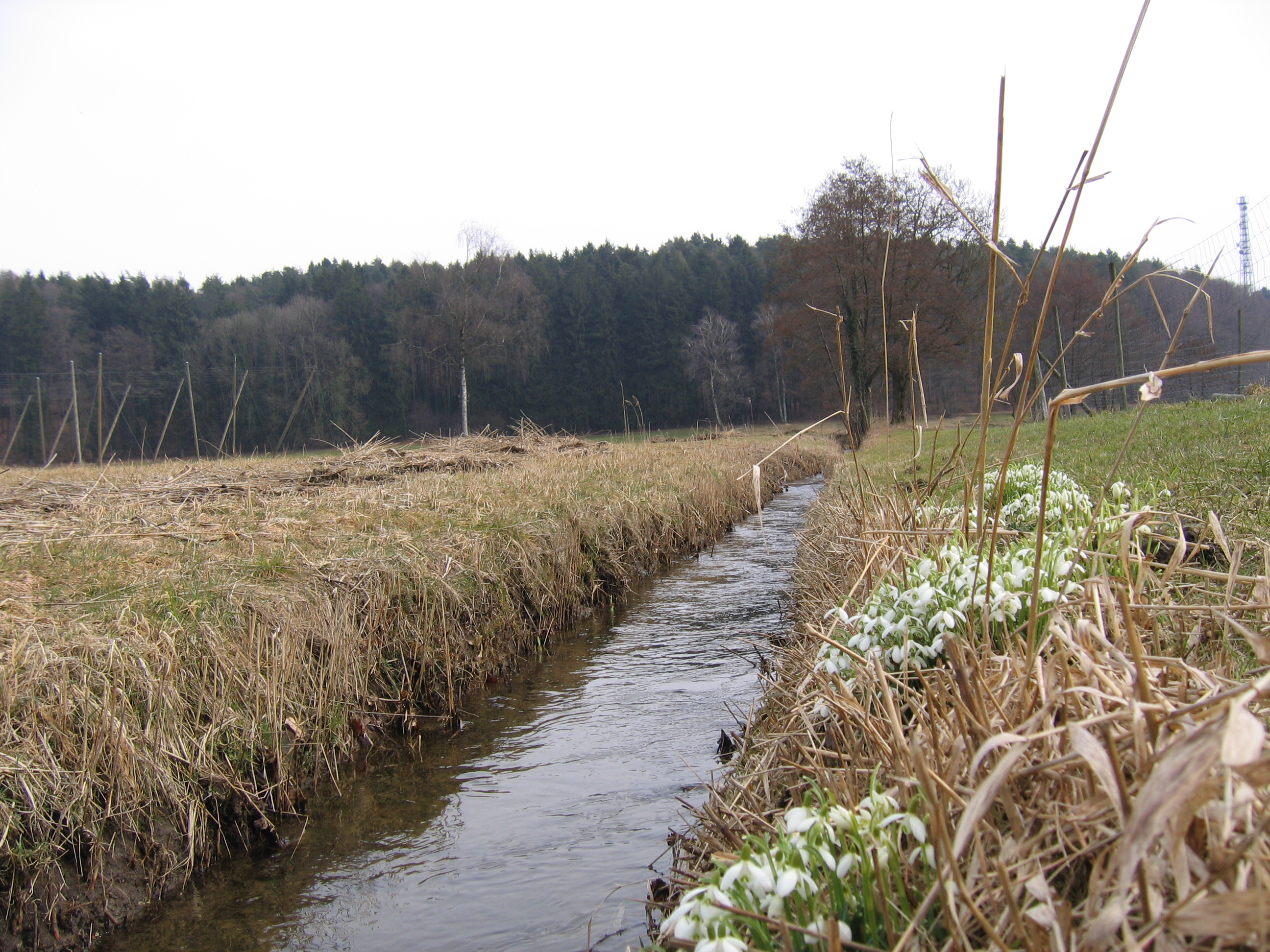
Betznauer Bach

Das Gebiet um den ehemaligen Berger Weiher ist ein mit Verordnung vom 18. Mai 2007 des Regierungspräsidiums Tübingen ausgewiesenes Naturschutzgebiet (NSG-Nummer 4.315) im Norden der baden-württembergischen Gemeinde Kressbronn am Bodensee in Deutschland.

## Lage
Das rund 19 Hektar große Naturschutzgebiet Berger Weiher gehört naturräumlich zum Westallgäuer Hügelland. Es liegt nordwestlich des Kressbronner Ortsteils Berg auf einer Höhe von 450 m ü. NN, rechts und links der Kreisstraße K 7777 („Zum Berger Weiher“, teils auf dem ehemaligen Weiherdamm) nach Nitzenweiler und entlang des nach Westen verlaufenden Betznauer Bachs und der Straße zum Haltmaierhof. Innerhalb der Flurkarten wird dieses Gebiet mit den Gewannen Berger Weiher und Bachtobel bezeichnet.

## Geologie
In der Würm-Eiszeit, vor etwa 20.000 Jahren, prägte der Rhein-Vorlandgletscher die Landschaft um den Berger Weiher. Die Drumlins stellen hier heute die typische Geländeform dar. Im Norden, Westen und Süden ist der Berger Weiher von älteren Endmoränen, im Osten von einer Grundmoräne umgeben. Der Untergrund besteht aus einer Kalk- und Tonmulde, die mit Seggentorf und Seggenschilftorf gefüllt ist. Im Gebiet des Berger Weihers umfassen 0,5 Hektar Anmoor und 12,5 Hektar Niedermoor.

## Schutzzweck
Wesentlicher Schutzzweck ist die Erhaltung und Aufwertung des Kalkflachmoorkomplexes in der Talsenke des ehemaligen Weihers.

Der besondere Schutz gilt den Nass- und Pfeifengraswiesen mit den dort beheimateten Tagfaltern.
Gemäß der FFH-Richtlinie von 1992 sind die zentralen Niedermoorbereiche des Schutzgebiets von gemeinschaftlicher Bedeutung und Bestandteil des Naturschutz- und Landschaftsschutzgebiets „Argen und Feuchtgebiete südlich Langnau“.

## Flora und Fauna

### Flora
Aus der schützenswerten Flora sind folgende Pflanzenarten (Auswahl) zu nennen:
- Enziangewächse
  - Lungen-Enzian (Gentiana pneumonanthe)
  - Schwalbenwurz-Enzian (Gentiana asclepiadea), oft auch als Blaue Kreuzwurz oder Herbst-Enzian bezeichnet
- Hahnenfußgewächse
  - Sumpfdotterblume (Caltha palustris)
- Kardengewächse
  - Gewöhnlicher Teufelsabbiss (Succisa pratensis), auch Abbiss, Teufelwurz und Teufelsbiss genannt
- Lippenblütler
  - Heil-Ziest (Stachys officinalis), auch Echte Betonie, Flohblume, Pfaffenblume, Zahnkraut oder Zehrkraut genannt
- Orchideen
  - Breitblättriges Knabenkraut (Dactylorhiza majalis), auch Breitblättrige Fingerwurz
  - Fleischfarbenes Knabenkraut (Dactylorhiza incarnata)
  - Großes Zweiblatt (Listera ovata)
- Süßgräser
  - Blaues Pfeifengras (Molinia caerulea), auch Gewöhnliches Pfeifengras oder Besenried genannt

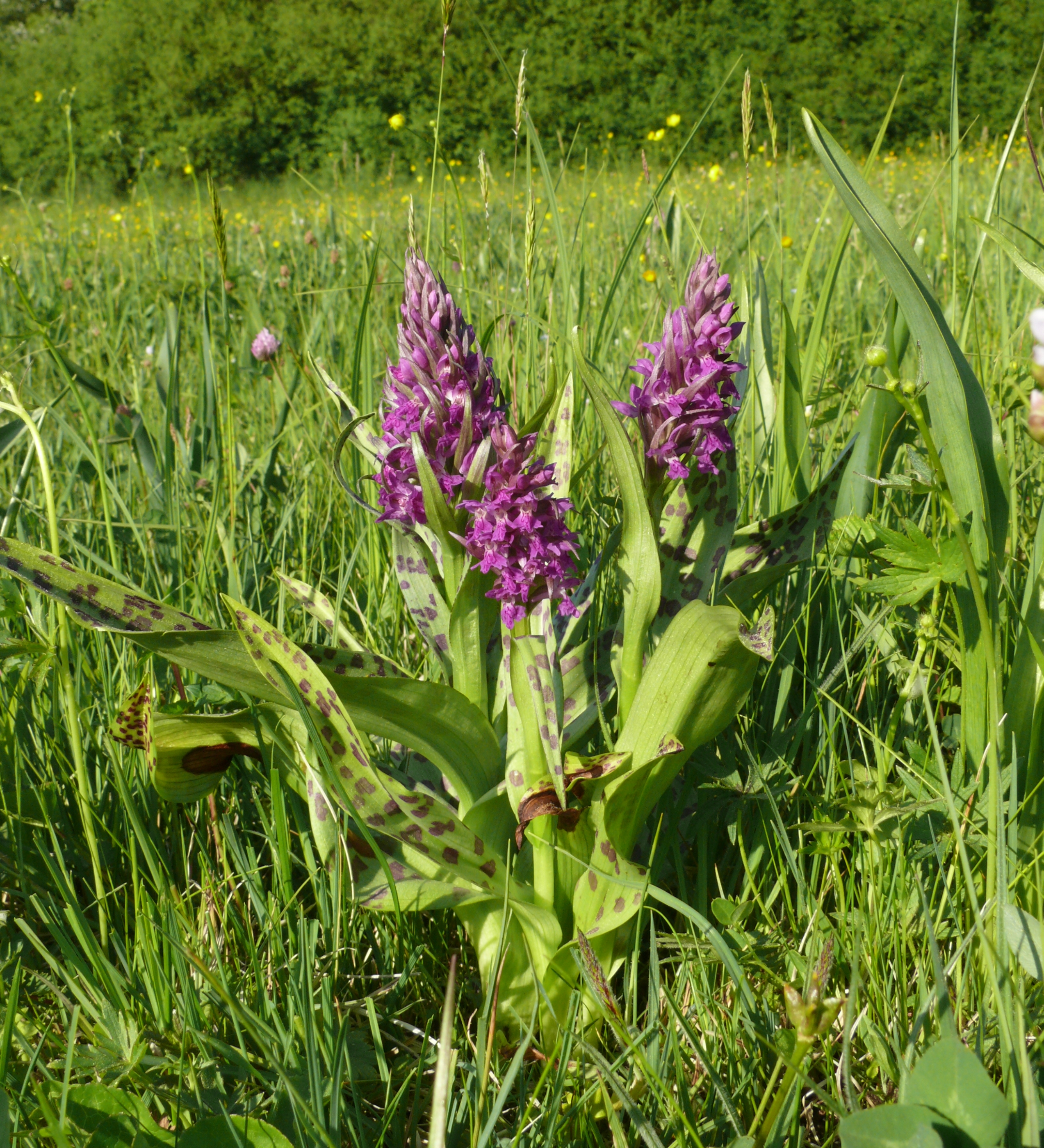
Breitblättriges Knabenkraut (Dactylorhiza majalis)
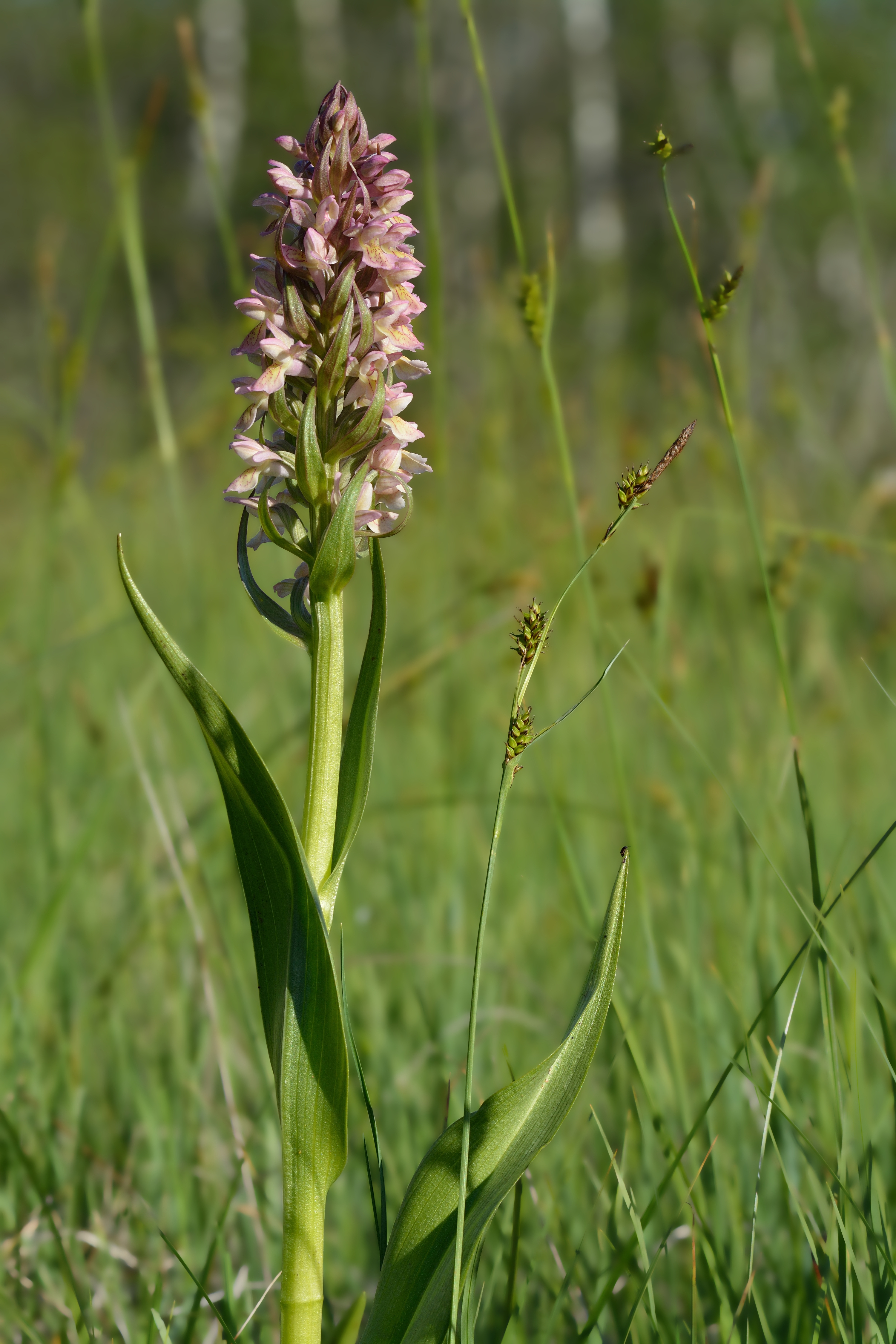
Fleischfarbenes Knabenkraut (Dactylorhiza incarnata)
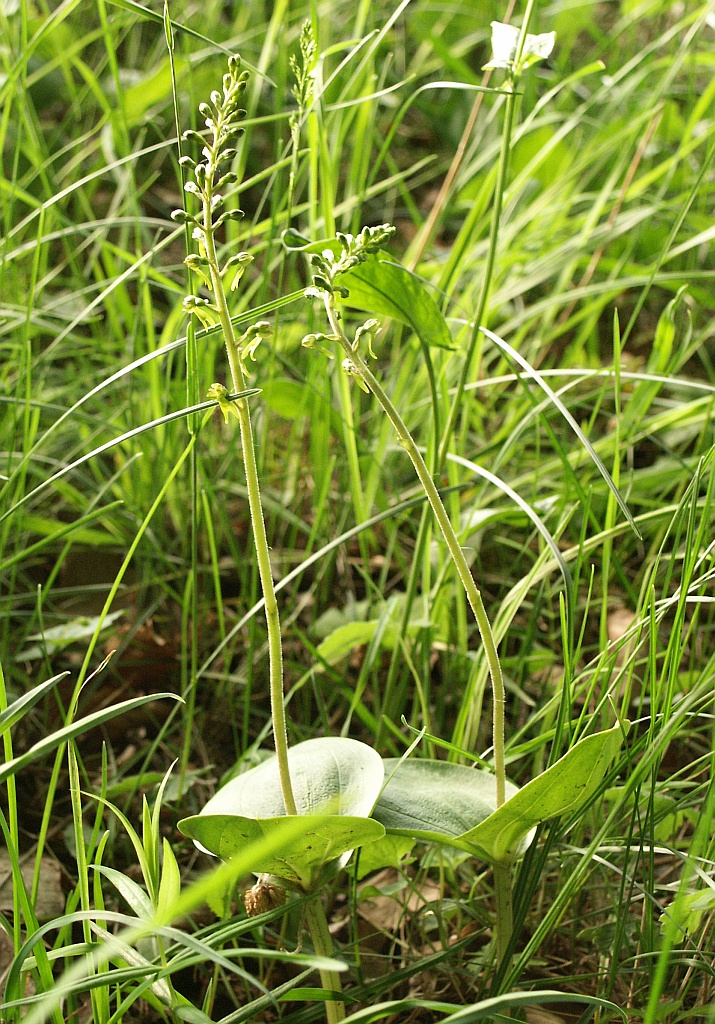
Großes Zweiblatt (Listera ovata)
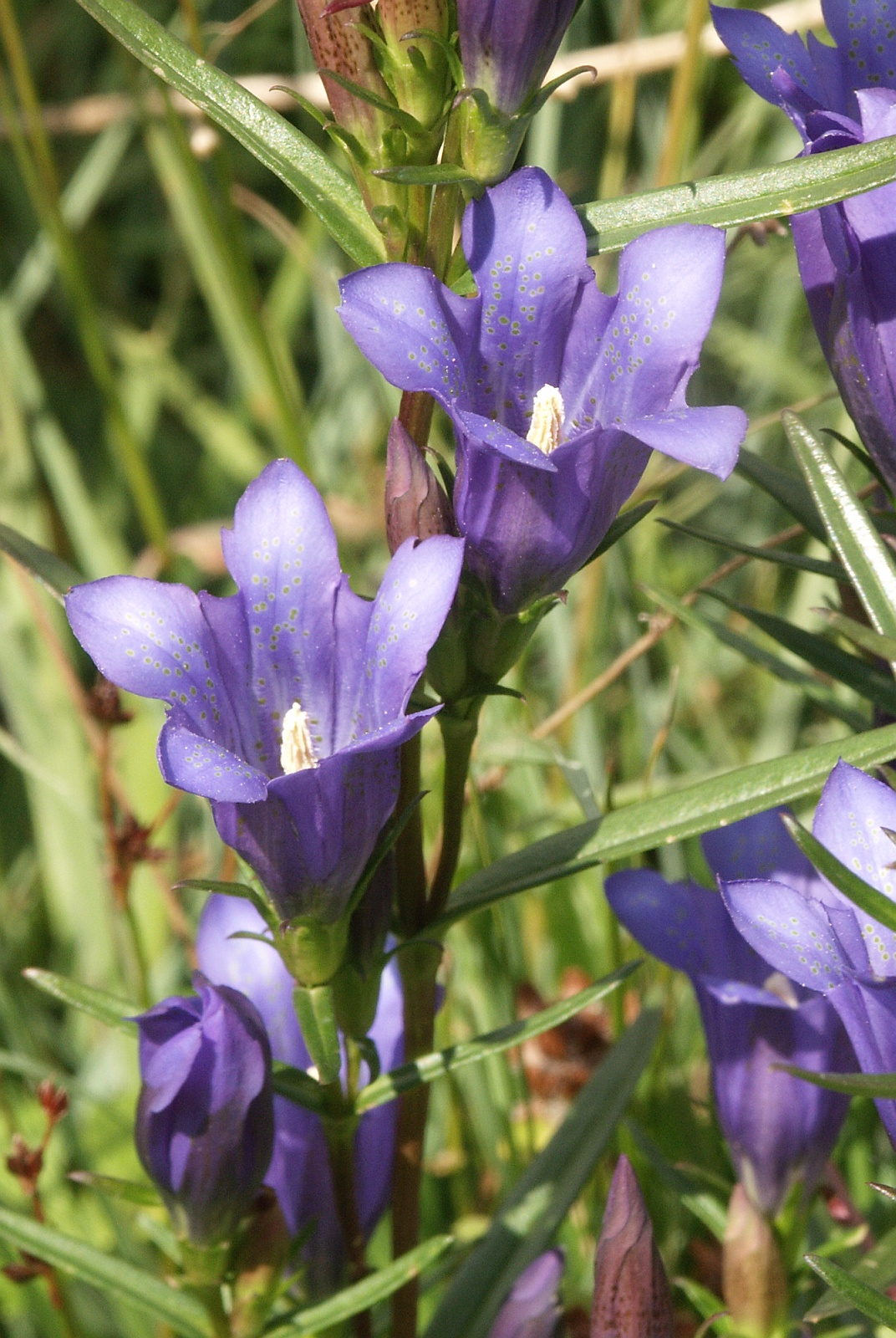
Lungen-Enzian (Gentiana pneumonanthe)
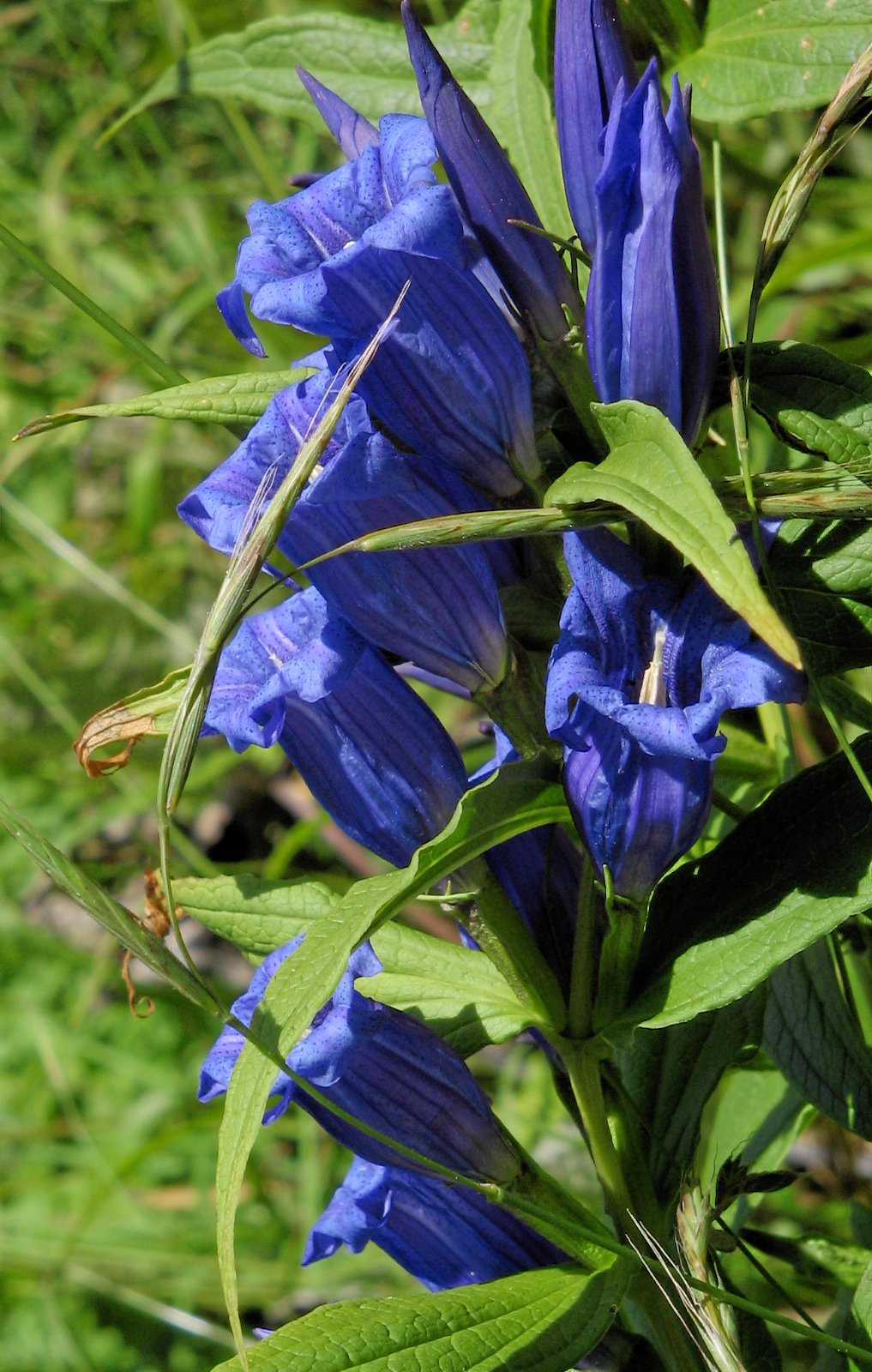
Schwalbenwurz-Enzian (Gentiana asclepiadea)

Von den bisher im Berger Weiher festgestellten Pflanzenarten, gelten nach der Roten Liste gefährdeter Arten von Baden-Württemberg sechs Arten als schonungsbedürftig, vierzehn Arten als gefährdet und fünf Arten als stark gefährdet. Hiervon sind vierzehn Arten nach der Bundesartenschutzverordnung (BArtSchV) besonders geschützt.

### Fauna
Aus der schützenswerten Fauna sind folgende Spezies zu nennen:
- Kurzfühlerschrecken
  - Feldheuschrecken
    - Sumpfschrecke (Stethophyma grossum)
- Schmetterlinge
  - Bläulinge
    - Heller Wiesenknopf-Ameisenbläuling (Phengaris teleius), auch Großer Moorbläuling
    - Lungenenzian-Ameisenbläuling (Phengaris alcon), auch Kleiner Moorbläuling

  - Edelfalter
    - Blauäugiger Waldportier (Minois dryas), auch Blaukernauge oder Riedteufel
    - evtl. Skabiosen-Scheckenfalter oder Goldener Scheckenfalter (Euphydryas aurinia)

  - Ritterfalter
    - Schwalbenschwanz (Papilio machaon)

  - Weißlinge
    - Aurorafalter (Anthocharis cardamines)

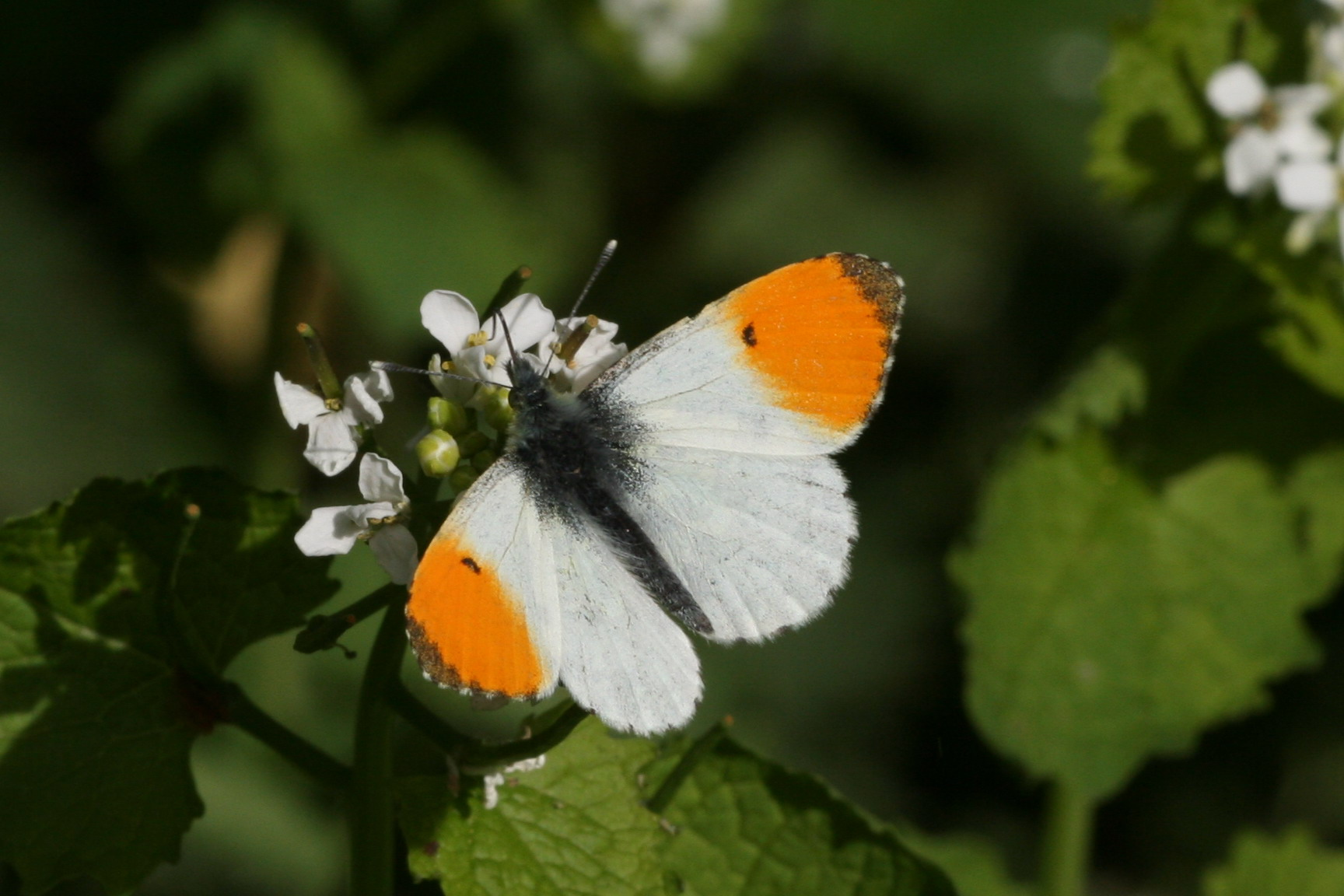
Aurorafalter ♂ (Anthocharis cardamines)
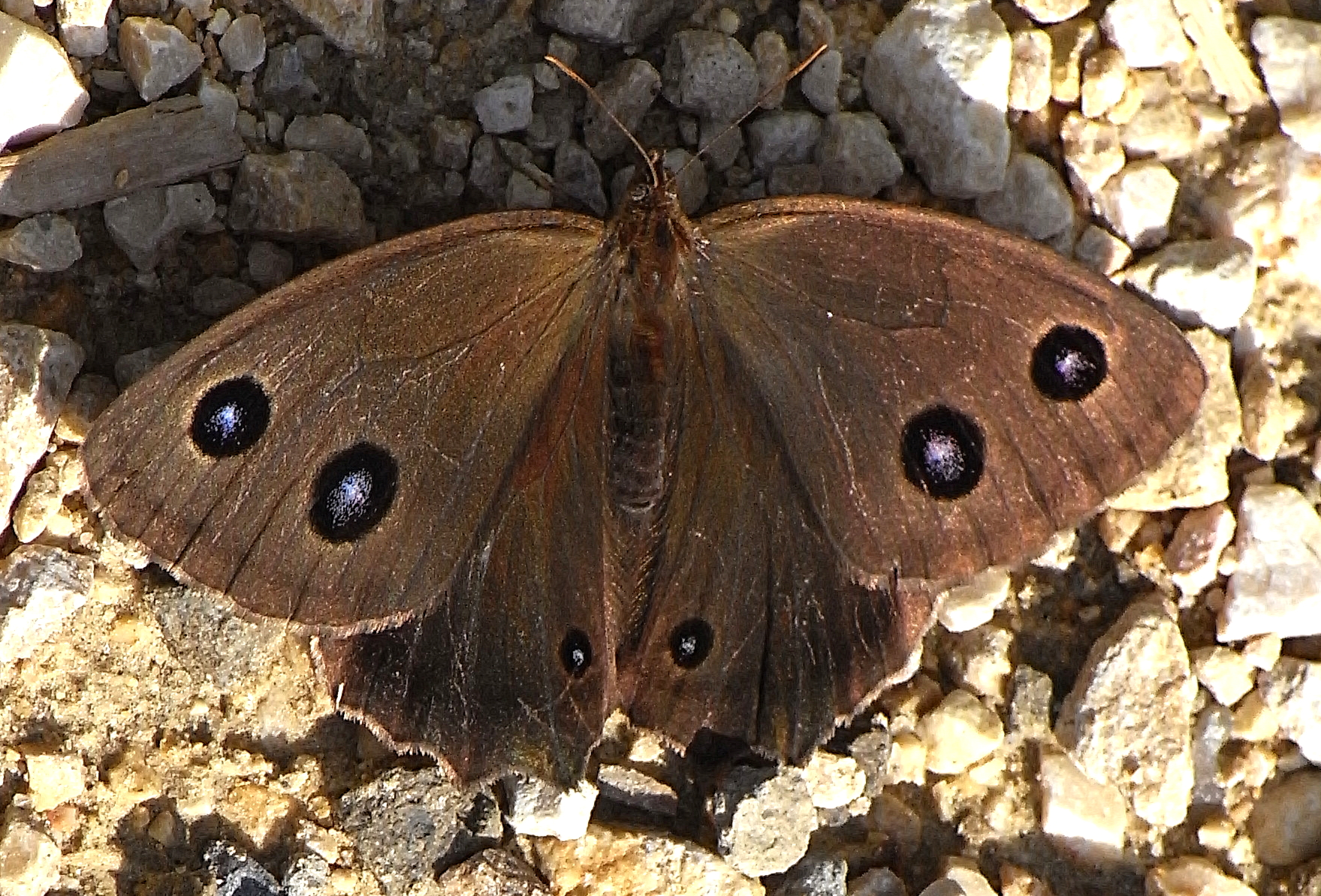
Blauäugiger Waldportier (Minois dryas)
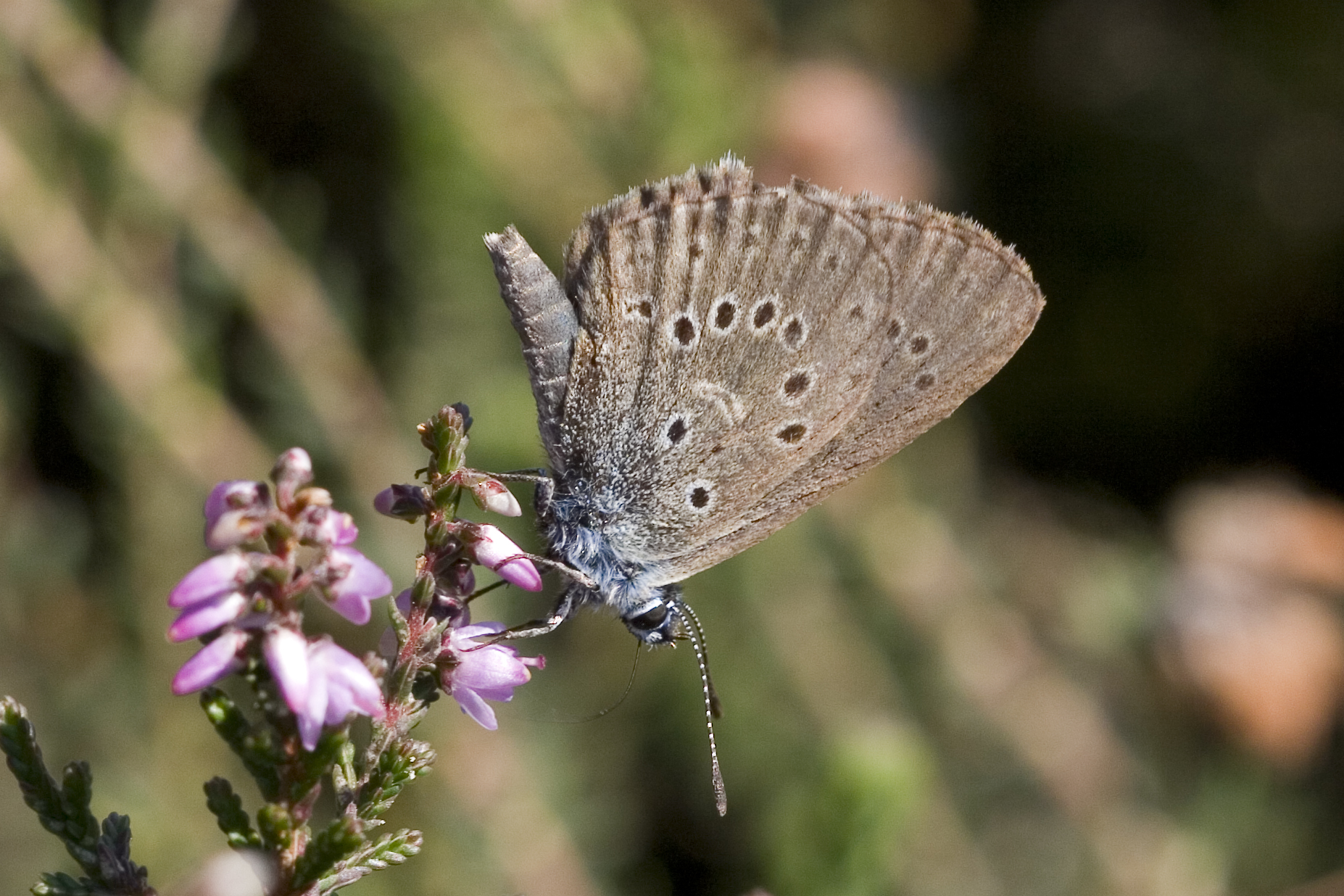
Lungenenzian-Ameisenbläuling (Phengaris alcon)
Schwalbenschwanz (Papilio machaon)
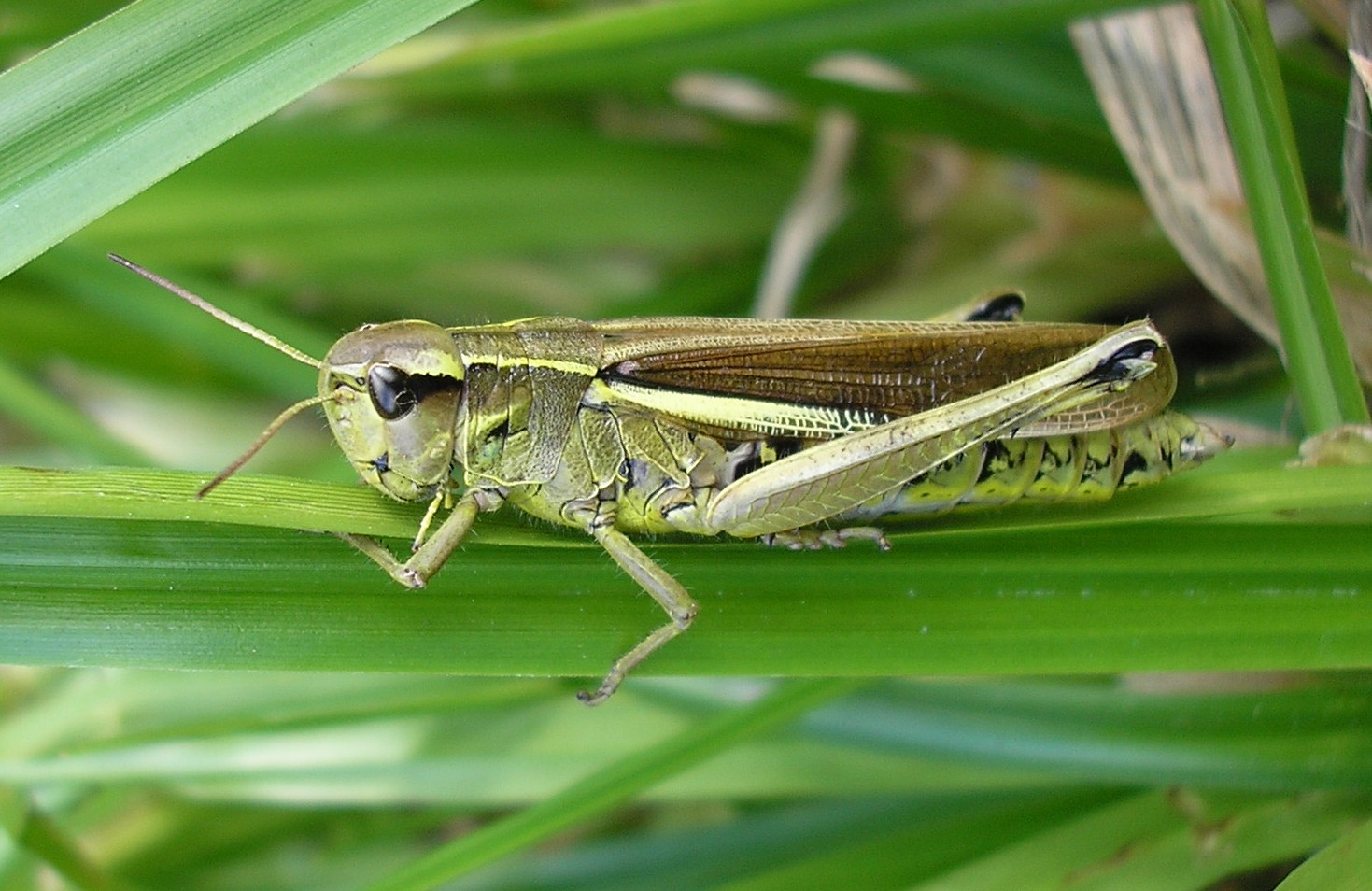
Sumpfschrecke ♀ (Stethophyma grossum)